# Benny Tai
Benny Tai (chinois : 戴耀廷 ; pinyin : dài yàotíng), né le 12 juillet 1964, est un homme politique hongkongais, initiateur d'Occupy Central,. Tai est également professeur de droit à l'université de Hong Kong. Au cours de la répression chinoise du Camp pro-démocratie, il est arrêté en 2021 pour son rôle dans les manifestations de 2019 et condamné en 2024 à 10 ans de prison

## Biographie
Il collabore avec Martin Lee, membre du parti démocrate de Hong Kong, et Jimmy Lai, patron de presse, au  mouvement en faveur de la démocratie Occupy Central.
Des organisations d'extrême-gauche proches du Parti communiste chinois accusent Occupy Central d'être une organisation montée par les États-Unis pour déstabiliser la Chine. En particulier, Occupy Central est accusé d'avoir reçu des financement du National Democratic Institute (NDI), une branche du National Endowment for Democracy (NED),,.
Benny Tai s'est également opposé à l'initiative de campagne de signatures contre Occupy Central de l'Alliance for Peace and Democracy (Hong Kong) (en) demandant des signatures aux Hongkongais opposés à Occupy Central, touchés par les effets de cette manifestation,.
En juillet 2020, Benny Tai est limogé par le conseil d'administration de l'université de Hong Kong en raison de sa condamnation pénale, consécutive à son rôle dans les manifestations pro-démocratie de 2014.
En mars 2021, Benny Tai est arrêté pour son rôle dans les manifestations de 2019. Il est jugé à partir de juin 2024 et condamné à 10 ans de prison,.